# Taxe annuelle sur les surfaces de stationnement
Lire en ligne

Lire sur Légifrance

La taxe annuelle sur les surfaces de stationnement (TSS) est un impôt local direct français instauré en 2015 en Île-de-France afin de financer les investissements en faveur des transports en commun dans la région francilienne.

## Historique
Pour financer la modernisation et l'extension du réseau de transport ferré existant, l'article 77 de la loi de finances pour 2015 a instauré deux taxes : la taxe annuelle sur les surfaces de stationnement (TSS) et la taxe additionnelle spéciale annuelle au profit de la région Île-de-France (TASA). Il s'agit d'une taxe additionnelle à la taxe annuelle sur les bureaux, locaux commerciaux et de stockage et surfaces de stationnement en Île-de-France (TSB) qui doit contribuer à un peu moins de la moitié des 140 millions d'euros par an de recettes fiscales supplémentaires.
La TSS est codifiée à l'article 1599 quater C du code général des impôts.
En 2018, un restaurant routier situé à 600 mètres de la frontière de la région francilienne se voit rappelé à l'ordre par les impôts car il n'a pas réglé la taxe depuis son instauration en 2015.

## Caractéristiques

### Redevables
La taxe additionnelle s'applique aux surfaces de stationnement entrant dans le champ d'application de la taxe annuelle sur les locaux à usage de bureaux, les locaux commerciaux, les locaux de stockage et les surfaces de stationnement perçue en Île-de-France (TSB) prévue à l'article 231 ter du code général des impôts. Les tarifs au mètre carré sont actualisés, au 1er janvier de chaque année, en fonction du dernier indice du coût de la construction (ICC) publié par l'Institut national de la statistique et des études économiques (INSEE).

### Bénéficiaires
Le produit de la taxe est affecté à la région Île-de-France, en vue de financer les dépenses d'investissement en faveur des transports en commun. Depuis la loi de finances pour 2019, le solde de ce produit, au-delà du plafond de 66 millions d'euros, est affecté à la Société du Grand Paris.

### Produit
Le produit de la taxe additionnelle est d'environ 60 millions d'euros. En 2019, quatre millions d'euros sont directement affectés à la Société du Grand Paris,,.